# Sphecodopsis kuhlmanni
Sphecodopsis kuhlmanni är en biart som beskrevs av Constance Margaret Eardley 2007. Sphecodopsis kuhlmanni ingår i släktet Sphecodopsis och familjen långtungebin. Inga underarter finns listade i Catalogue of Life.